# Yumemi Mystery Mansion
Yumemi Mystery Mansion (夢見館の物語?, Yumemi yakata no monogatari) è un videogioco d'avventura sviluppato da System Sacom e pubblicato nel 1993 da SEGA per Sega CD. Il gioco, distribuito in America settentrionale da Vic Tokai con il titolo Mansion of Hidden Souls, ha ricevuto un sequel per Sega Saturn denominato The Mansion of Hidden Souls.

## Modalità di gioco
Paragonato a Myst, il gioco fa ampio uso dei full motion video.